# Херкјулиз (Калифорнија)
Херкјулиз (енгл. Hercules) град је у америчкој савезној држави Калифорнија. По попису становништва из 2010. у њему је живело 24.060 становника.

## Демографија
Према попису становништва из 2010. у граду је живело 24.060 становника, што је 4.572 (23,5%) становника више него 2000. године.
| Група             | 2000.         | 2010.          |
| Белци             | 4.624 (23,7%) | 4.026 (16,7%)  |
| Афроамериканци    | 3.659 (18,8%) | 4.547 (18,9%)  |
| Азијати           | 8.327 (42,7%) | 10.956 (45,5%) |
| Хиспаноамериканци | 2.106 (10,8%) | 3.508 (14,6%)  |
| Укупно            | 19.488        | 24.060         |